# Кубай, Лорела
Лорела Кубай (итал. Lorela Cubaj; родилась 8 января 1999 года, Перуджа, область Умбрия, Италия) — итальянская профессиональная баскетболистка, выступающая в женской национальной баскетбольной ассоциации за команду «Атланта Дрим». Была выбрана на драфте ВНБА 2022 года во втором раунде под восемнадцатым номером клубом «Сиэтл Шторм». Играет на позиции тяжёлого форварда и центровой. Кроме того она защищает цвета итальянской команды «Умана Рейер Венеция».
В составе национальной сборной Италии принимала участие на чемпионатах Европы 2019 года в Сербии и Латвии и 2021 года в Испании и Франции.

## Ранние годы
Лорела Кубай родилась 8 января 1999 года в городе Перуджа (область Умбрия), а училась она в институте равенства имени Джузеппе Парини в городе Местре (область Венеция).